# JW・マリオット・マーキス・ドバイ・ホテル
JW・マリオット・マーキス・ドバイ・ホテル (JW Marriott Marquis Dubai Hotel) は、アラブ首長国連邦・ドバイの新しいビジネス街であるビジネスベイにある超高層ツインタワーホテル。2012年にタワー1が、2013年にタワー2がそれぞれ完成した。以前はエミレーツ・パーク・タワーズ・ホテル・アンド・スパ (Emirates Park Towers Hotel & Spa) という名称だった。

## 概要
タワー1と2という、2つの355m、82階建て（計画当初は395m、各77階建ての予定だったが変更された）の超高層ビルからなり、2つのタワーの全てがホテル（1,612室）となる。2016年現在、サウジアラビアのメッカにあるアブラージュ・アル・ベイト・タワーズのメッカ・ロイヤル・クロック・タワー・ホテル（601m）に次ぐ世界第2位の高さを誇るホテルであり、ドバイの中ではローズタワー（333m）を抜いて最大である。
エミレーツ航空の親会社であるエミレーツ・グループのホテル部門・「エミレーツ・ホテルズ・アンド・リゾーツ」のプロジェクトで、当初はエミレーツ・タワーズのあるシェイク・ザーイド・ロード地区に建設を計画したが、新ビジネス街のビジネスベイ地区の人工運河が延伸されることになり、その運河沿いに場所を変更、設計もツインタワーに変わった。完成後の運営はマリオット・インターナショナルが行う予定。